# 陈燕嬉
陈燕嬉（1923年8月27日—），女，广东顺德人，中国电影录音师，北京电影制片厂录音师，曾任中国电影家协会理事。